# 썸남썸녀
《썸남썸녀》는 다음 tv팟에서 2014년에 공개된 웹드라마이다.

## 등장 인물

### 주요 인물
- 조한철 : 남자 1호 워커홀릭 역
- 이채은 : 여자 1호 워커홀릭 역
- 안재홍 : 남자 2호 짠돌이 역
- 차미영 : 여자 2호 짠순이 역
- 윤진욱 : 남자 3호 꽃미남 역
- 최예슬 : 여자 3호 꽃미녀 역
- 이주승 : 남자 4호 모태솔로 역
- 서이안 : 여자 4호 모태솔로 역
- 서준영 : 남자 5호 절친남 역
- 박희본 : 여자 5호 절친녀 역
- 윤박 : 남자 6호 바람둥이 역

### 그 외
- 백수장 : 여자 3호 전남친 역
- 김남순
- 정세영
- 신재영

### 특별출연
- 박혁권 : 정신과 의사 역
- 허지웅 : 전회 출연자 남자 1호 역
- 나수윤 : 전회 출연자 여자 1호 역
- 정수영 : 남자3호 누나 역
- 엄옥란 : 엄마 목소리 출연 역

### 우정출연
- 박종환 : 피디 역
- 이민지 : 조연출 역
- 양현민 : 게이 1 역
- 조원희 : 게이 2 역
- 최규석 : 게이 3 역
- 강민국 : 게이 4 역
- 김태양 : 게이 5 역
- 최준일 : 게이 6 역
- 한태희 : 게이 7 역
- 홍완표 : 교회오빠 1 역
- 박현우 : 교회오빠 2 역
- 강상원 : 교회오빠 3 역
- 송현주 : 레스토랑 직원 역

## 회차별 부제
| 회차 | 업로드 일자     | 부제                | 런닝 타임 |
| ---- | --------------- | ------------------- | --------- |
| 1화  | 2014년 9월 6일  | 첫인상이 뭐길래     | 15:40     |
| 2화  | 2014년 9월 9일  | 운명이 뭐길래       | 12:17     |
| 3화  | 2014년 9월 11일 | 체력이 뭐길래       | 17:11     |
| 4화  | 2014년 9월 13일 | 가치관이 뭐길래     | 12:28     |
| 5화  | 2014년 9월 16일 | 케미가 뭐길래 Part1 | 18:55     |
| 6화  | 2014년 9월 18일 | 케미가 뭐길래 Part2 | 14:49     |
| 7화  | 2014년 9월 20일 | 소통이 뭐길래       | 16:39     |
| 8화  | 2014년 9월 23일 | 과거가 뭐길래       | 17:06     |
| 9화  | 2014년 9월 25일 | 계절이 뭐길래       | 17:52     |
| 10화 | 2014년 9월 27일 | 가족이 뭐길래       | 18:33     |
| 11화 | 2014년 9월 30일 | 약속이 뭐길래       | 18:12     |
| 12화 | 2014년 10월 2일 | 사랑이 뭐길래       | 22:58     |